# 村居悟武
村居　悟武（むらい　さとし、2012年6月19日)は、日本の柔道家（三級）。滋賀県長浜市木之本町出身。身長151cm、体重49kg。得意技は大外刈り」。
経歴